# Edgar Bodenheimer
Edgar Bodenheimer (14 de Março, 1908 – 30 de Maio, 1991) foi um autor Teuto-Americano professor de direito nos Estados Unidos.  Bodenheimer nasceu em Berlim em 1908. Educou-se nas universidades de Genebra, Munique, Heidelberg, e de Berlim. Após receber seu J.U.D. pela universidade de Heidelberg em 1933, emigrou para os EUA após a ascensão de Hitler e do Partido Nazista ao poder na Alemanha. 
Sem um diploma de direito Americano, começou a trabalhar no escritório de advocacia Rosenberg, Goldmark & Colin. Em 1937, conseguiu seu diploma Americano pela Universidade de Washington. Em 1939 naturalizou-se Americano, e em 1940, publicou sua obra mais conhecida, "Jurisprudência".Iniciou a carreira como advogado do Departamento de Trabalho dos Estados Unidos, onde trabalhou por dois anos antes de ser nomeado procurador da Secretaría de propriedade estrangeira em Washington D.C.
Em 1945, serviu na “Secretaria do Chefe do Conselho de Processos de Criminalidade do Eixo”, durante os Julgamentos de Nuremberg, utilizando seus diplomas Americano e Alemão.
Ingressou o corpo docente da Universidade de Utah em 1946, e tornou-se professor da Law School of University of California, Davis, em 1966. Aposentou-se em 1975, e continuou escrevendo e palestando na UC Davis como professor emérito até sua morte em 1991. 

## Obras destacadas
- Jurisprudence, McGraw-Hill 1940
- Jurisprudence: The Philosophy and Method of the Law, Harvard University Press 1962.
- Jurisprudence: The Philosophy and Method of the Law (revised edition), Harvard University Press 1974.
- Treatise on Justice, Philosophical Library 1967.
- Power, Law, And Society; A Study of the Will to Power and the Will to Law, Crane,Russak1972.
- Philosophy of Responsibility, Fred Rothman 1980.